# Sediliopsis
Sediliopsis là một chi ốc biển, là động vật thân mềm chân bụng sống ở biển thuộc họ Drilliidae.

## Các loài
Các loài thuộc chi Sediliopsis bao gồm:
- Sediliopsis riosi Tippett, 1995[2]